# Colin Thurston
Pour les articles homonymes, voir Thurston.
Colin Thurston, né le 13 juillet 1947 et mort le 15 janvier 2007, est un ingénieur du son et producteur de disques britannique.
Né à Brentford, Middlesex, Colin Thurston a joué dans des groupes à Londres avant de « bluffer » pour devenir ingénieur du son. Après avoir rencontré Tony Visconti, il a co-produit Heroes de David Bowie et Lust for Life d'Iggy Pop (tous deux de 1977) ; il est également crédité de la coproduction de ce dernier album avec Bowie et Pop, sous le pseudonyme collectif Bewlay Bros.

## Biographie
Les débuts de Colin Thurston en tant que producteur solo furent le deuxième album de Magazine, Secondhand Daylight (1979). Il se rappellera plus tard : « Je pense qu'ils étaient un peu nerveux et donc je ne leur ai pas dit que c'était ma première production ». La même année, il produit le premier album de Human League, Reproduction et leur single « I Don't Depend on You » sorti sous le nom de The Men. Ses productions moins connues de cette époque incluent le single « Move in Rhythm » d'Airkraft (1980) sur le label Square, aujourd'hui une pièce de collection, et l'EP Digital Cowboy avec le single à succès « Target for Life » d'Our Daughter's Wedding, de 1981.
Il acquiert une grande renommée avec le premier album de Duran Duran (1981) et le suivant Rio (1982) ; le bassiste John Taylor a plus tard décrit Colin Thurston comme « un catalyseur majeur du son des années 1980 ». Après avoir travaillé avec Duran Duran, il a produit The Party's Over (1982) de Talk Talk et White Feathers (1983) de Kajagoogoo, ce dernier avec Nick Rhodes de Duran Duran. Il a également travaillé avec Gary Numan sur son album The Fury de 1985.
Colin Thurston est devenu producteur interne pour le label indépendant canadien Brouhaha à la fin des années 1980, travaillant avec des groupes tels que Westwon, avant la dissolution de la société. En 1999, il s'associe à nouveau à Duran Duran pour la compilation de remix Strange Behaviour.
Colin Thurston souffrait d'une longue maladie et effectuait des travaux de production occasionnels avant de mourir le 15 janvier 2007.